# Phạm Sỹ Chiến
Phạm Sỹ Chiến (sinh năm 1947) là kiểm sát viên cao cấp và tội phạm người Việt Nam. Ông từng giữ chức Phó Viện trưởng Viện kiểm sát nhân dân tối cao Việt Nam (1995-2002), Viện trưởng Viện kiểm sát nhân dân tỉnh Quảng Ninh (1988-1995). Năm 2003, vì phạm tội nhận hối lộ trong Vụ án Năm Cam và đồng phạm, ông chịu án 6 năm tù giam. Sau đó ông được đặc xá vào tháng 4 năm 2005.

## Tiểu sử
Phạm Sỹ Chiến sinh ngày 7 tháng 5 năm 1947 tại tỉnh Thái Bình thuộc nước Việt Nam Dân chủ Cộng hòa. Thân phụ ông là ông Phạm Văn Bút, thân mẫu là bà Nguyễn Thị Hồng. Cả hai đều đã qua đời.
Phạm Sỹ Chiến là đảng viên Đảng Cộng sản Việt Nam.
Từ năm 1965 đến 1970, Phạm Sỹ Chiến công tác tại mỏ than Vàng Danh.
Từ năm 1971 đến 1972, ông học bổ túc nông lâm.
Từ năm 1973 đến 1995, ông công tác tại Viện kiểm sát nhân dân tỉnh Quảng Ninh.
Năm 1988, ông được bổ nhiệm làm Viện trưởng Viện kiểm sát nhân dân Quảng Ninh đến năm 1995.
Từ tháng 4 năm 1995 đến tháng 9 năm 2002, ông là Phó Viện trưởng Viện kiểm sát nhân dân tối cao Việt Nam.
Ngày 5 tháng 9 năm 2002, Phạm Sỹ Chiến bị cách chức Phó viện trưởng VKSND Tối cao, cách chức kiểm sát viên cao cấp VKSND Tối cao.

## Phạm tội trong vụ án Năm Cam
Ngày 18 tháng 9 năm 1996, Phạm Sỹ Chiến trên cương vị Phó Viện trưởng Viện kiểm sát nhân dân tối cao đã ra công văn số 1333 KSĐT-TA gửi Bộ trưởng Bộ Nội vụ "Kiến nghị hủy bỏ quyết định tập trung cải tạo đối với Trương Văn Cam". Đây là văn bản trái luật nhằm đốc thúc Bộ Nội vụ tha sớm cho Năm Cam ra khỏi trại tập trung giáo dục cải tạo (Trương Văn Cam ở trại cải tạo theo quyết định của Ủy ban nhân dân Thành phố Hồ Chí Minh). Ông bị buộc tội lợi dụng chức vụ quyền hạn.
Tháng 5 năm 2002, Phạm Sỹ Chiến bị đình chỉ sinh hoạt trong ban cán sự Đảng Cộng sản Việt Nam của Viện kiểm sát nhân dân tối cao.
Ngày 10 tháng 10 năm 2002, Thượng tá Nguyễn Thế Bình, Phó Thủ trưởng Cơ quan Cảnh sát điều tra Bộ Công an, đã kí quyết định khởi tố bị can với tội danh nhận hối lộ, theo điều 279 Bộ luật hình sự, cấm đi khỏi nơi cư trú và khám xét nơi ở ông Phạm Sỹ Chiến, nguyên Phó Viện trưởng Viện kiểm sát nhân dân tối cao.
14h chiều ngày 5 tháng 5 năm 2003, Phạm Sỹ Chiến bị Tòa án nhân dân Thành phố Hồ Chí Minh tuyên án 6 năm tù giam. Đây là phiên tòa hình sự lớn nhất trong lịch sử tố tụng của Việt Nam tại thời điểm đó.
Ngày 5 tháng 9 năm 2003, Phạm Sỹ Chiến bị bắt tạm giam theo lệnh của Tòa phúc thẩm Tòa án nhân dân tối cao tại TP.HCM.
Tại phiên tòa phúc thẩm tháng 10 năm 2003, Phạm Sỹ Chiến bị tuyên án 6 năm tù Tội nhận hối lộ (thẩm phán chủ tọa là ông Bùi Ngọc Hòa, Chánh Tòa Phúc thẩm - TAND Tối cao tại TP.Hồ Chí Minh).
Ngày 27 tháng 4 năm 2005, tù nhân Phạm Sỹ Chiến được Chủ tịch nước Việt Nam đặc xá ra tù trước thời hạn.

## Gia đình
Phạm Sỹ Chiến có vợ là bà Phạm Thị Chức, sinh năm 1950. Hai vợ chồng ông có 3 con, người con lớn nhất sinh năm 1976, người con nhỏ nhất sinh năm 1980. Trong đó, con trai ông là Cán bộ Viện kiểm sát nhân dân tối cao Việt Nam. Ông có con gái.